# Lipstick Jungle (serie de televisión)
Lipstick Jungle (Mujeres de Manhattan en España y Jungla de tacones en México) es una serie de televisión estadounidense, basada en la novela Lipstick Jungle de la escritora Candace Bushnell. La serie fue creada por DeAnn Heline y Eileen Heisler para la NBC. 

## Sinopsis
Tres mujeres que son amigas desde hace tiempo, Victory, Nico y Wendy, tienen dificultades para mantener el equilibrio entre su exigente carrera y su vida personal. Wendy tiene que hacer malabarismos para conseguir ser al mismo tiempo ejecutiva cinematográfica de altos vuelos, esposa y madre. Victory, por su parte, está intentando resucitar su carrera en el mundo de la moda, que hasta ahora había sido de primer nivel. Por último, Nico tiene problemas graves en su matrimonio, además de un trabajo muy estresante como editora de una revista. Para estas tres mujeres poderosas, el camino que lleva al éxito en todas las facetas de su vida está lleno de baches. Por suerte, se tienen unas a otras para darse apoyo.

## Episodios

### Primera temporada

#### Episodio 1:Piloto
Conocemos a Wendy Healy, Nico Reilly y Victory Ford, tres de las mujeres más poderosas de Nueva York. Estas tres modernas, divertidas, bellas, inteligentes y valientes mujeres neoyorquinas, se acompañan mutuamente en las buenas y en las malas para ser grandes en la Gran Manzana.

#### Episodio 2:Nada sagrado
Wendy disfruta del éxito de la última película de su compañía, pero solo por el momento. Pronto averigua que su archienemiga, Janice Lasher, ha promovido la publicación de una novela que la presenta como una mujer de negocios exitosa pero también, para disgusto de Wendy, como una mala madre. Por su parte, la relación de Nico con Kirby se calienta y da a Nico nuevos bríos para airear su mentalidad liberal y refrescar el ambiente de la oficina. Mientras tanto, Victory tiene que superar el recorte de la plantilla de su empresa, que se queda reducida a un solo empleado: ella misma. Sin embargo, por otro lado está muy intrigada con un hombre que ha conocido, Joe Bennett, que resulta ser una persona muy distinta de lo que ella pensaba.

#### Episodio 3:Veneno rosa
La rival de Wendy, Janice Lasher, la hace quedar como una mala madre en un nuevo libro que está preparando. Wendy intenta demostrar que las acusaciones son falsas llevando a su hija a una comida de «Mujeres en los medios de comunicación». Nico intenta ir más despacio en su aventura con Kirby. Victory presenta a Joe Bennett a Wendy y Nico, lo que provoca un cambio trascendente en el rumbo de su relación. 

#### Episodio 4:Autopista a Bombay
Wendy centra sus esfuerzos en una nueva película india que le encanta, aunque parece que no va a recaudar mucho dinero. Aun así, Wendy decide dar una fiesta con motivo del estreno y le ofrece a Victoria la oportunidad de diseñar para la actriz protagonista. Mientras tanto, Nico les cuenta a Victory y Wendy que tiene una aventura con Kirby.

#### Episodio 5:Vestida para matar
Victory descubre que alguien ha robado sus diseños y que una antigua empleada en la que confiaba la ha traicionado. Wendy, sin darse cuenta, usa su influencia para dar un empujón a la carrera musical de su marido, cuando le consigue un trabajo de compositor para una de sus películas. Nico prosigue su relación con Kirby, pero tiene dificultades para cumplir sus propias reglas en cuanto a relaciones y se ve obligada a luchar contra los celos. 

#### Episodio 6:La ruta más fácil
Nico y Wendy van de viaje de negocios a Escocia mientras que Victory tiene sospechas acerca de su nuevo inversor.

#### Episodio 7:Carpe trío
Wendy tiene ciertos problemas con un guionista de carácter difícil. Nico se enfrenta a la dura realidad cuando se entera de que Charles ha sufrido un infarto y decide cortar su relación con Kirby. Victory se acostumbra a la idea de que Joe sea su jefe en lugar de su pareja.

## Producción
La serie se estrenó el 7 de febrero de 2008.
En un principio, se pensó contar con una temporada de 13 episodios, pero debido a la Huelga de guionistas en Hollywood de 2007-2008, sólo 7 episodios fueron producidos para la primera temporada.
El 2 de abril de 2008, la serie fue renovada para contar con una segunda temporada, estrenada el 24 de septiembre del mismo año. Un mes más tarde, la serie fue trasladada a la noche de los viernes por los malos registros de audiencia que estaba cosechando.
El 13 de noviembre, surgieron rumores de que la NBC podría cancelar la serie debido a las bajas audiencias antes del fin de la segunda temporada, sin embargo, se emitieron todos los capítulos producidos.
La NBC declaró el 15 de enero de 2009 que la serie no había sido cancelada oficialmente, y que seguiría en la parrilla televisiva según evolucionaran las nuevas series de la cadena.
El 27 de enero se anunció que la serie podría acabar en uno de los canales de pago de la NBC, y renovar así para una tercera temporada.
El 25 de febrero de 2009, la continuidad de la serie es de nuevo puesta en entredicho cuando una de sus protagonistas principales, Lindsay Price, se embarca en un nuevo proyecto de la cadena ABC, The Witches of Eastwick.
El 28 de marzo de 2009, Entertainment Weekly informó de que la serie está oficialmente cancelada.
Más de 27.000 fanes de todo el mundo han firmado una petición en Internet para salvar la serie.